# Ernest Honigmann
Pour les articles homonymes, voir Honigmann.
Ernest Honigmann ou Ernst Honigmann (8 août 1892 à Breslau - 30 juillet 1954 à Bruxelles) est un bibliothécaire et historien allemand, puis historien et professeur d'université belge. C'est un spécialiste de l'Empire byzantin.

## Biographie
Ernest Honigmann est né le 8 août 1892 à Breslau.
Il étudie au Johannes Gymnasium à Breslau. Après son habilitation en 1911, il étudie l'histoire, la géographie et les langues orientales aux universités de Breslau et de Fribourg-en-Brisgau jusqu'en 1917. En 1920, il commence à occuper des postes dans les bibliothèques, jusqu'à être nommé bibliothécaire de la Bibliothèque d'État de Berlin. D'origine juive, il tombe sous le coup de la loi allemande sur la restauration de la fonction publique du 7 avril 1933. Il quitte alors pour la Belgique, où il travaille à l'Institut de philologie et d'histoire orientales et slaves de l'Université libre de Bruxelles ; il collabore alors avec le byzantiniste Henri Grégoire.
À la suite de l'invasion de la Belgique en 1940, il fuit aux États-Unis. Après la guerre, en 1946, il revient à Bruxelles, où il poursuit ses recherches. En 1949, il est nommé maître de conférences ; en 1953, professeur.
Ernest Honigmann meurt le 30 juillet 1954.
Honigmann maîtrisait l'allemand, l'anglais et le français. Il a rédigé beaucoup d'articles pour la Realencyclopädie der classischen Altertumswissenschaft.

## Œuvres
(Liste incomplète)
- (de) Historische Topographie von Nordsyrien im Altertum, Leipzig, 1923 (largement inspiré de sa thèse de doctorat présentée à Breslau en 1920)
- (de) Die sieben Klimata und die poleis episēmoi. Eine Untersuchung zur Geschichte der Geographie und Astrologie im Altertum und Mittelalter, Heidelberg, 1929
- (de) Die Ostgrenze des Byzantinischen Reiches von 363 bis 1071 nach griechischen, arabischen, syrischen und armenischen Quellen, Bruxelles, 1935
- Le Synekdèmos d’Hiéroklès et l’opuscule géographique de Georges de Chypre, Bruxelles, 1939
- (en) « The original lists of the members of the Council of Nicaea, the Robber-Synod and the Council of Chalcedon », Byzantion, vol. 16, 1942, p. 20–80
- (en) The Lost end of Menander’s Epitrepontes, Bruxelles, 1950
- (en) Patristic Studies, Rome, 1953
- Trois mémoires posthumes d’histoire et de géographie de l’Orient chrétien, Bruxelles : Société des Bollandistes, 1961. Œuvre posthume complétée par Paul Devos[2],[3]